# Nomocanon
Nomocanon (en griego: Νομοκανών) hace referencia a una colección de derecho eclesiástico que contiene elementos de la ley canónica y de la secular. Los nomocánones forman parte de la ley canónica de las Iglesias ortodoxas orientales y de la Iglesia ortodoxa.

## Nomocánones bizantinos
El primer nomocanon, del siglo VI, se le adscribe a Juan Escolástico, cuyos cánones compila y completa. Juan realizó alrededor de 550 una compilación puramente canónica en cincuenta títulos, y más tarde un resumen de las Novellae Constitutiones de Justiniano en 87 capítulos que están relacionados con asuntos eclesiásticos. En cada uno de los cincuenta capítulos se añadieron textos de leyes bizantinas sobre el mismo tema. El nomocanon tiene 21 capítulos adicionales, prácticamente idénticos a los 87 capítulos de Juan.
El segundo nomocanon se compiló en tiempos de Heraclio (610–641), en cuyo tiempo el griego sustituyó al latín en la redacción de las leyes imperiales. Se fusionaron para realizarlo la Collectio tripartita (colección de leyes de los tiempos de Justiniano) y el Syntagma Canonum (leyes eclesiásticos). Sería conocida más tarde como "Nomocanon en 14 títulos".

### Nomocanon de Focio
El Nomocanon en 14 títulos fue por lango tiempo tenido como gran referencia, pasando a la Iglesia ortodoxa rusa, pero fue gradualmente sustituido por el Nomocanon de Focio de 883.
{{cita|El gran compilador sistemático de la Iglesia oriental, que ocupa una posición similar a la de Graciano en la iglesia de Occidente, fue Focio, patriarca de Constantinopla en el siglo IX. Su recopilación en dos partes -una compilación ordenada cronológicamente de cánones sinodales y una revisión del Nomocanon- constituyó y sigue constituyendo la fuente clásica de Derecho eclesiástico antiguo para la Iglesia griega.
Contenía el Nomocanon en 14 títulos, con la adición de 102 cánones del Concilio Trulano, 17 cánones del Concilio de Constantinopla de 861, y tres cánones sustituidos por Focio por los del Concilio de Constantinopla de 869. El Nomocanon en 14 títulos se completó con las leyes imperiales más recientes.
Esta colección fue comentada hacia 1170 por Teodoro Balsamón, patriarca griego de Antioquía residente en Constantinopla. El Nomocanon de Focio complementó el Pedalion (griego: Πηδάλιον 'timón'), una especie de Corpus Juris de la Iglesia Ortodoxa Oriental, impreso en 1800 por el Patriarca Neófito VII.
El Nomocanon de Focio se mantuvo en el derecho de la Iglesia ortodoxa oriental y fue incluido asimismo el Syntagma, publicado por Rallis y Potlis (Atenas, 1852-1859).

### Nomocanon de San Sava
El Nomocanon de San Sava (1219, en serbio: Zakonopravilo (Savino Zakonopravilo)) fue la primera constitución serbia y el código más elevado de la Iglesia ortodoxa serbia. El Nomocanon de San Sava era una compilación del derecho civil cimentada en el derecho romano y el derecho canónico, basado en los concilios ecuménicos. Su objetivo básico era organizar el funcionamiento del joven reino serbio y de la iglesia serbia.
Durante los reinados dinastía Nemanjić (1166-1371), los gobernantes del estado medieval serbio no crearon un código de leyes que regulara las relaciones entre el Estado y la Iglesia. Los gobernantes serbios reinaban con actos jurídicos y decretos aislados. Para superar este problema y organizar el sistema legal, tras adquirir la independencia religiosa, San Sava terminó su Zakonopravilo en 1219.
El Zakonopravilo fue aceptado en Bulgaria, Rumanía y Rusia. Se imprimió en Moscú en el siglo XVII. De este modo, el derecho romano-bizantino se extendió a Europa del Este a través del Zakonopravilo. En Serbia se consideró como una codificación de la ley divina y se incluyó en el código de Dušan (Dušanov zakonik).
Durante la Revolución serbia, en 1804, el sacerdote Matija Nenadović estableció el Nomocanon de San Sava como código legal de la Serbia liberada. También se incluyó en el código civil serbio de 1844. El Zakonopravilo se sigue utilizando en la Iglesia ortodoxa serbia como código legal superior.

### Tradición oriental siríaca
Los nomocánones de la Iglesia del Oriente son la Composición de Leyes de Ishoʿbojt (siglo VIII, en persa), la Colección de juicios de Gabriel de Basora (finales del siglo IX, en siríaco, el Nomocanon Arabicus de Elías ibn ʿUbaid (principios del siglo X, en árabe), la Ley de Cristianidad de Abdallah ibn al Tayyib (siglo XI, en árabe) y el Nomokanon de Abdisho bar Berika (fallecido en 1318, en siríaco).